# Вилађо Лагомар (Катанцаро)
Вилађо Лагомар је насеље у Италији у округу Катанцаро, региону Калабрија.
Према процени из 2011. у насељу је живело 7 становника. Насеље се налази на надморској висини од 1166 м.